# Kattdjur
Kattdjur (Felidae) är en familj i ordningen rovdjur och underordningen kattliknande rovdjur (Feliformia),  tillsammans med hyenor (Hyaenidae), leopardmårdar (Nandiniidae), manguster (Herpestidae) och sibetdjur (viverrider, Viverridae); av dessa är sibetdjur och hyenor de närmaste släktingarna. Kattdjuren består av flera släkten och arter, som förekommer naturligt över hela jorden, utom i Australien, Madagaskar, Grönland, norra Ryssland och Antarktis.
Kattdjuren indelas i fyra underfamiljer: Felinae (mindre kattdjur), Pantherinae (stora kattdjur), Machairodontinae (sabeltandade kattdjur, utdöd) och Acinonychinae (geparder). Det förekommer alternativa systematiseringar. Vissa kattdjur, huvudsakligen av släktet Pantherinae, kan ryta, medan andra, huvudsakligen små, kan spinna. Vad den skillnaden beror på är omdiskuterat; en förklaring kan vara att tungbenet är mer förbenat hos de senare.
Vissa arter är uppskattade husdjur, medan andra jagas för pälsen eller för det hot de anses utgöra för människor och boskap. I några länder uppfattas kattdjuren som allvarliga hot för människan. Konflikten mellan människa och främst stora kattdjur om begränsade resurser har på vissa platser lett till att kattdjur blivit utrotade eller är starkt hotade.

## Anatomi och utseende

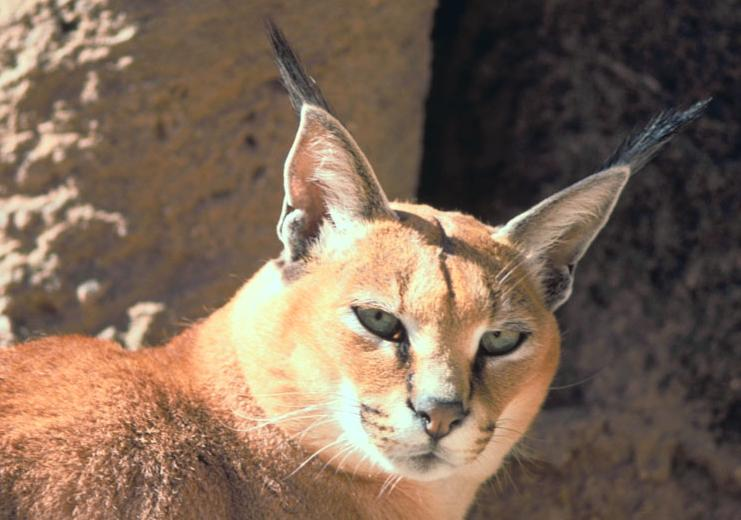
En karakal

Flertalet arter är mycket lika, och skiljer sig nästan bara i storlek, medan skelett och annat är märkbart enhetligt. Könen är inte påtagligt dimorfa, förutom bland lejonen, vilkas hannar har en kraftig skäggliknande behåring och längre hår på huvudet. Annars är det mest storleken som utgör skillnad, men för vissa arter skiljer inte heller detta avsevärt.
Kattdjur har 20 hals-, rygg- och ländkotor, 2-3 korskotor, och 15-29 svanskotor, undantaget manxkatter som mer eller mindre saknar svans. De har 30 tänder, utom lodjuret som har 28, och dessa är helt anpassade till en diet av rått kött. Alla molarer och premolarer har utvecklats till rovtänder förutom den sista molaren som är liten och avrundad. De vassa glesa tänderna duger därför bra till att slita loss kött från byten men inte till att tugga. Den fjärde premolaren (övre rovtanden) är mycket vass men är även utformad så att den kan krossa ben. Underkäken är tämligen smal, och käkarna korta men kraftiga. Bettet är så starkt att de kan släpa byten långa sträckor, men det beror även på de stora tinningsmusklerna. Kattdjur har kort tarm, 3-5 gånger så lång som kroppen, anpassad för den lättsmälta köttdieten.
Klorna är välutvecklade, tassarna korta, grova men med lätta steg. När kattdjur går vidrör endast fotens framdel marken, men inte det yttersta tåbenet som är uppåtvänt, och på så sätt nöter de inte på klorna. Klorna behärskas med ett avancerat sen- och muskelsystem, som drar in dem eller spänner ut dem efter sinnesstämning och behov. Geparder utgör ett undantag då deras klor är mycket annorlunda konstruerade. Tassarna och benen är så starka att många arter med ett enda slag kan slå större djur till marken.

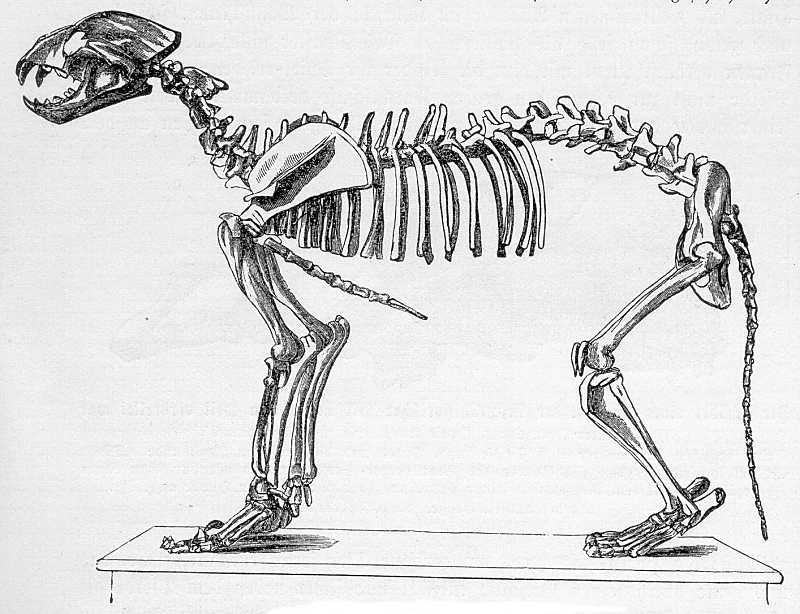
Skelett av grottlejon (Panthera leo spelaea).

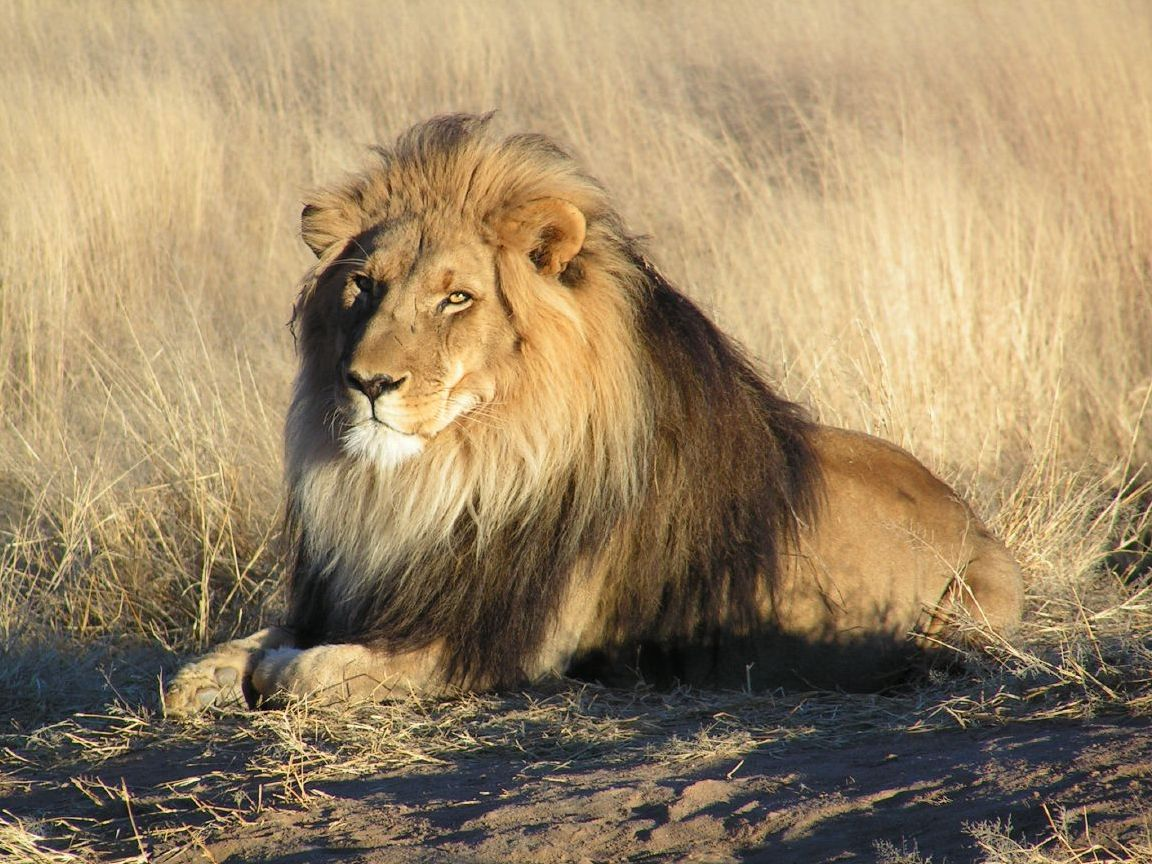
Ett lejon

Kraniet är litet, med kort och brett ansikte. Lejonets är mer avlångt och framskjutande än andra arters. Näshålan är reducerad. Nostippen är trekantig och naken, med en skåra ner till munnen, som framtill är formad som ett upp och nedvänt "V" när den är stängd. Tungan är hos alla arter sträv och har papiller som hjälper dem att slicka bort kött från byten. Öronen är trekantiga till svagt rundade och upprättstående, placerade framvända uppe på huvudet. Ögonfärgen är oftast gul till grön, undantagsvis blå i vuxen ålder. Hos de stora djuren är pupillerna runda, men hos de mindre arterna elliptiska. I ögat finns ett reflekterande skikt bakom syncellerna på näthinnan, och det är detta som gör deras ögon lysande om en ljusstråle möter dem i mörkret. 
Pälsens utseende är anpassat till artens biotop, och fungerar som kamouflage. De vanligaste färgerna går i sandbrunt till gyllene, och är enfärgade, fläckiga eller randiga.
De har som regel lång svans, som har betydelse för balansen, men överlag inte verkar fylla någon särskild praktisk funktion. Kattdjurens kroppslängd varierar mellan 30 centimeter och över 300 centimeter. Tigrar är de största kattdjuren. Hanar av den sibiriska underarten väger i genomsnitt 230 kg och ibland upp till 307 kg. På andra sidan finns den svartfotade katten som väger bara 1 till 2 kg.

## Sinnesorganen

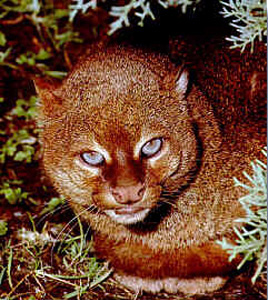
Jaguarundi (Herpailurus yagouaroundi cacomitli)

Kattdjurens mörkerseende är gott, sex gånger bättre än människans, och flera arter är nattdjur. De har begränsat färgseende likt de flesta däggdjur och kan skilja på gröna och blå nyanser, men har svårt att skilja på röda färger. Ögonen är riktade framåt och de har binokulärt seende, i dagsljus ser de lika bra som människan. De är dock närsynta i svagt ljus, och sinnen som hör till örat är de som är mest betydelsefulla för dem. Det är med hörseln de letar upp sina byten, trots att ytteröronen ingalunda är iögonfallande stora. Båggångarna i innerörat är också viktiga, för det är där balanssinnet sitter, och det är troligen det sinnesorgan som är mest utvecklat. Det är detta som får dem att alltid landa på fötterna när de faller från hög höjd. Andra viktiga organ för sinnena är morrhåren, som finns på båda sidor om nosen och ovanför ögonen, och tassarnas trampdynor verkar likaledes vara känsliga.
Luktsinnet är väl utvecklat från födseln vilket flera forskare visat såsom Jay S. Rosenblatt. Blockeras detta sinne störs katternas dibeteende och de blir oförmögna att lokalisera en spene att dia. Smaksinnets utveckling diskuteras utifrån olika antaganden om huruvida katten uppfattar bitterhet och sötma och syftet med detta. "Katter är kända för att vara "picky eaters" säger forskaren Peihua Jing. Vomeronasalorganet som har stor betydelse för att uppfatta olika dofter och smak är också väl utvecklat. Det kallas också Jacobsons organ och är beläget i munhålans ovansida.
Känselsinnet anses välutvecklat. Kattdjur uppskattar beröring. Kinderna är särskilt mottagliga för smekningar.

## Skillnad mellan mindre och större kattarter
De små katterna är mer opportunistiska jägare i den meningen att de kan döda och äta fler arter – faktiskt flera tusen – medan stora kattdjur endast tar ungefär hundra olika arter bytesdjur. Detta beror på att det finns färre olika arter i de storleksklasser som de stora kattdjuren med fördel kan utnyttja. Rent teoretiskt sett skulle de större kattdjuren också kunna döda flera tusen olika arter, men gör det inte på grund av att själva jakten på till exempel en mus kostar mer energi än vad bytesdjuret innehåller. Undantaget är leoparder, som i regel har en stark böjelse för att även jaga mindre byten.
Andra aspekter är att de mindre kattarterna inte kan ryta, och att de kan spinna både när de andas in och andas ut. Tamkatter är inte flockdjur av naturen [källa behövs]men tolererar som regel andra katter som de lever tillsammans med.

## Systematik
- FAMILJ FELIDAE
  - Underfamilj Felinae
    - Släkte Felis
      - Kinesisk ökenkatt (Felis bieti)
      - Djungelkatt (Felis chaus)
      - Pallaskatt (Felis manul)
      - Sandkatt (Felis margarita)
      - Svartfotad katt (Felis nigripes)
      - Vildkatt (Felis silvestris) 
        - Tamkatt (Felis silvestris catus)
        - Europeisk vildkatt (Felis silvestris silvestris)
        - Asiatisk vildkatt (Felis silvestris ornata)
        - Falbkatt (Felis silvestris lybica)

    - Släkte Prionailurus
      - Leopardkatt (Prionailurus bengalensis)
      - Iriomotokatt (Prionailurus iriomotensis)
      - Platthuvudkatt (Prionailurus planiceps)
      - Rostfläckig katt (Prionailurus rubiginosus)
      - Fiskarkatt (Prionailurus viverrinus)

    - Släkte Pumor Puma (Släktet Puma är betydligt närmare besläktad med släktet (Felis) än med något annat släkte som t.ex. Lynx och Pantherinae)
      - Puma (Puma concolor)
      - Jaguarundi (Puma yagouaroundi)

    - Släkte Lodjur (Lynx)
      - Nordamerikansk lo (Lynx canadensis)
      - Lodjur (Lynx lynx)
      - Panterlo (Lynx pardinus)
      - Rödlo (Lynx rufus)

    - Släkte Leopardus
      - Leopardus braccatus
      - Pampaskatt (Leopardus colocolo)
      - Geoffroys katt (Leopardus geoffroyi)
      - Kodkod (Leopardus guigna)
      - Andisk katt (Leopardus jacobitus)
      - Leopardus pajeros
      - Ozelot (Leopardus pardalis)
      - Dvärgtigerkatt (Leopardus tigrinus)
      - Margaykatt (Leopardus wiedii)

    - Släkte Leptailurus
      - Serval (Leptailurus serval)

    - Släkte Caracal
      - Karakal (Caracal caracal)

    - Släkte Profelis
      - Afrikansk guldkatt (Profelis aurata)

    - Släkte Catopuma
      - Borneoguldkatt (Catopuma badia)
      - Asiatisk guldkatt (Catopuma temminckii)

    - Släkte Pardofelis
      - Marmorkatt (Pardofelis marmorata)

  - Underfamilj Pantherinae
    - Släkte Neofelis
      - Trädleopard (Neofelis nebulosa)
      - Neofelis diardi

    - Släkte Panthera
      - Lejon (Panthera leo)
      - Jaguar (Panthera onca)
      - Leopard (Panthera pardus)
      - Tiger (Panthera tigris)

    - Släkte Uncia
      - Snöleopard (Uncia uncia)(utdaterad, se Panthera)

  - Underfamilj Acinonychinae
    - Släkte Acinonyx
      - Gepard (Acinonyx jubatus)

Kattdjuren delas sedan länge in i tre underfamiljer:
- Pantherinae, stora katter: Panthera, Uncia, Neofelis, Puma, Pardofelis
- Felinae, små katter: Lynx, Herpailurus, Catopuma, Leptailurus, Caracal, Profelis, Leopardus, Oncifelis, Oreailurus, Felis, Otocolobus, Prionailurus
- Acinonychinae, gepard: Acinonyx

### Alternativ systematik
Genetisk forskning ger vid handen en annorlunda uppdelning för kattfamiljen:
- Grupp 1: Panthera, Uncia, Neofelis
- Grupp 2: Pardofelis, Catopuma
- Grupp 3: Leptailurus, Caracal, Profelis
- Grupp 4: Leopardus
- Grupp 5: Lynx
- Grupp 6: Puma, Acinonyx
- Grupp 7: Prionailurus
- Grupp 8: Felis

## Habitat
Beroende på art lever kattdjur i olika landskap som savanner och andra gräsmarker, buskskogar och skogar. De hittas i låglandet och i höga bergstrakter.

## Evolution
Kattdjurens uppkomst dateras till eocenperioden (Aelurogale, Eofelis). De härstammar från primitiva rovdjur vilka utgör ordningen Creodonta[källa behövs] och förekommer i övre tertiär. Den uppstod i Asien för 10,8 miljoner år sedan, och spred sig därifrån till nästan alla kontinenter. Bättre känd är Proailurus från oligocen och tidig miocen. Under sen miocen trängdes den undan av Pseudaelurus. Pseudaelurus tros vara den sista gemensamma förfadern till samtliga tre nu levande underfamiljer och en fjärde nu utdöd underfamilj, Machairodontinae. Underfamiljen Machairodontinae, sabeltandade katter, dog ut under senare pleistocen. I underfamiljen ingick släktena Smilodon, Machairodus, Dinofelis and Homotherium.
Ungefär 60 % av de moderna arterna har uppstått under de senaste par miljoner åren.
Det har varit nästan omöjligt att skapa ett klassificeringssystem utifrån fossila fynd, då dessa varit närmast identiska så när som på deras storlek.

## Beteenden

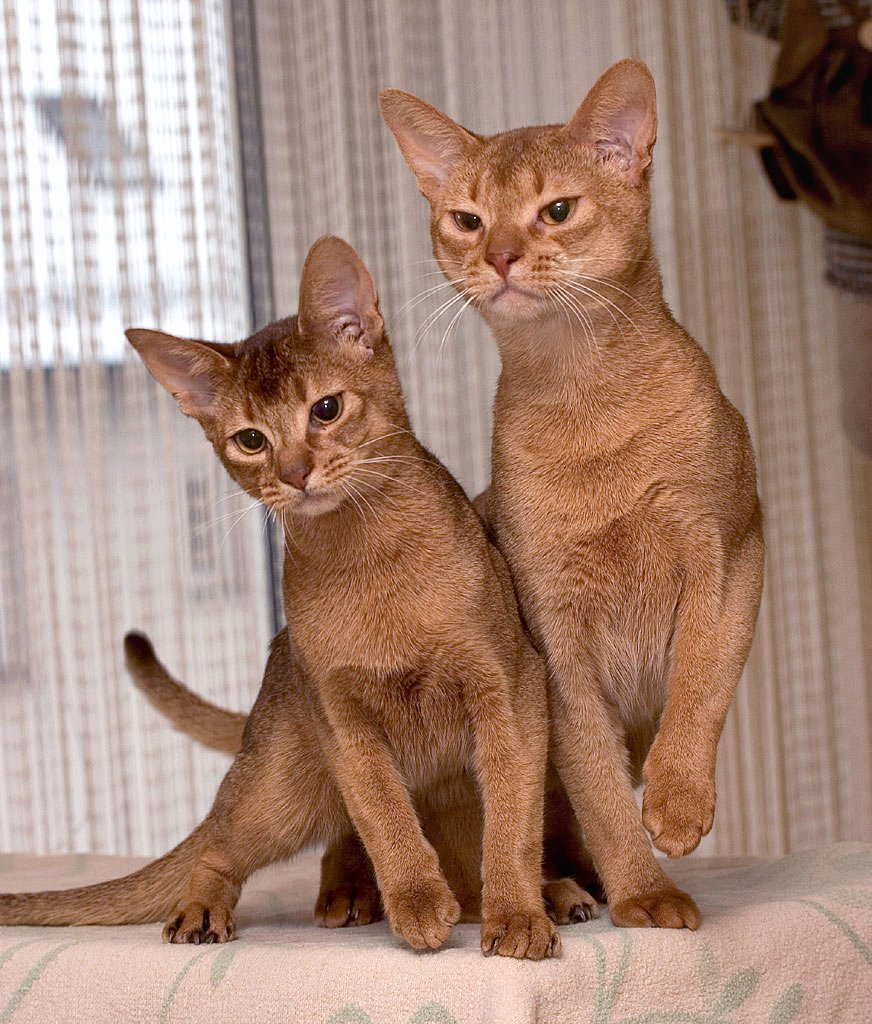
Två tamkatter av rasen abessinier

Kattdjur brukar ses som urtypen för självständighet. De lever dock ibland i en slags flock, även om de vanligen är mycket självständiga inom gruppen. De arter och individer som har revir har det i närheten av sina släktingar. Ett riktigt utvecklat socialt liv har dock bara lejonen. Vildkatter är ibland ensamlevande, och leoparder och tigrar är det ännu oftare. Flockar utgörs av familj eller släktingar vilkas revir överlappar eller gränsar till varandras; det är oftast hannarna som byter flock och letar revir långt bort. En del grupplevande arter jagar ensamma och andra tillsammans. Gruppens storlek är mer beroende av hur stora byten de jagar än av tillgången på föda. De kattdjur som jagar små byten lever alltså oftare helt ensamma än de som jagar stora byten, men gruppliv kan även förekomma för att skydda revir. Att leva i grupp är vidare ibland en livsfas, där till exempel unga gepardhannar under en tid lever tillsammans innan de går egna vägar medan andra gepardbröder lever ihop hela livet. Gruppen, när den finns, präglas av en mer eller mindre tydlig hierarki, där vanligtvis en eller fler hannar leder de andra. Att slicka varandras pälsar rena är ett viktigt element i gruppsammanhållningen, där de högre stående och äldre exemplaren slickar först.
Kattdjur utmärker revir genom att skvätta urin, vilket även spelar roll för fortplantningen.
De flesta kattdjur är skickliga klättrare. Några få större arter kan dock inte klättra. De är likaledes duktiga simmare, om de tvingas till det; de ogillar som regel vatten. Deras vighet är även framträdande när de springer; rörelsemönstret är alltid mjukt, smidigt och gracilt.
Familjens medlemmar har främst små till medelstora ryggradsdjur som föda. Ibland äts frukter eller ryggradslösa djur.
Sättet kattdjur jagar är mycket likartat. De smyger sig sakta och nerhukade fram till sitt byte, i det närmaste ohörbart, och när de är tillräckligt nära bytet anfaller de med en anmärkningsvärd snabbhet. Kattdjur leker ofta med offret innan de definitivt dödar det. Detta är ett sätt att få träning i jakten. När de väl dödat bytet, vanligen med ett välriktat strupbett, släpar de iväg det till en undanskymd plats. Om det är gott om mat, kan de lämna stora delar av bytet åt asätare.
När kattdjuren inte jagar, ligger de ofta i solen och vilar. Vissa arter sover i träd och andra på marken. De är mycket skygga och den enda orsaken att närma sig andra djur är för att de vill döda dem, eller för annat som är relaterat till föda. Tamkatter och geparder kan dock avvänjas vid detta.

## Fortplantning
De flesta kattdjur har hög nativitet, men några arter föder endast en unge per gång. Ungarna föds oftast blinda och totalt hjälplösa. Kattmödrar är mycket vaksamma på sina ungar och vårdar dem under en tid med stor omsorg och lekfullhet. Med leken uppfostrar honan ungarna, och långsamt vänjer hon dem vid att jaga genom att ge dem byten som är alltmera levande då digivningen är över. Hannen är däremot mindre engagerad i ungarnas uppfödning.
Kattdjur är i regel polygama. Under parningen samlar sig andra hannar runt dem och iakttar akten; tamkatteshannar kan turas om att para sig med honan, medan lejonhannar är noga med att ingen utomstående hanne får fortplanta sig. Ibland har flocken flera ledarhannar, och då slåss de inte om honorna. Om en lejongrupp byter ledare, brukar han döda ungarna som den förre ledaren avlat. Hos många arter är parningsakten kortvarig och aggressiv och den kan upprepas flera gånger i några dagar. Det förekommer att hon slår hannen med tassen efter akten. Kattdjuren kan under brunsten para sig ett tiotal gånger per dygn. De flesta arter har två brunstperioder per år.

## Kattdjur och människor
Familjens medlemmar betraktas sedan forntiden som symboler för styrka och uthärdighet. De äldsta bevarade avbildningar är cirka 30 000 år gamla grottmålningar i Frankrike och Spanien. De föreställer främst lejon men några teckningar tolkas som lodjur eller sabeltandade kattdjur. I flera kulturer visar krigare eller shamaner sin makt genom att bära päls, klor och tänder från kattdjur. Tron att dessa personer återföds som lejon, tiger eller trädleopard är vanligt förekommande hos afrikanska och sydostasiatiska folkgrupper. Mayafolket fruktade jaguaren som nattens sol som skapar terror och andra faror. Bärare av kattdjurens kroppsdelar betraktas i östra Asien som oåtkomlig för fiender.
Större kattdjur med mönster på kroppen jagas för pälsens skull. Dessutom jagas tigern för djurets kroppsdelar, som ska ha läkande egenskaper enligt den traditionella asiatiska medicinen. Beståndet av flera kattdjur minskar på grund av habitatförstöring. Å andra sidan kan introducerade tamkatter i olika regioner i världen allvarligt skada den ursprungliga faunan.